# Доброводівська сільська рада (Уманський район)
Доброво́дівська сільська́ ра́да — адміністративно-територіальна одиниця та орган місцевого самоврядування в Уманському районі Черкаської області. Адміністративний центр — село Доброводи.

## Загальні відомості
- Населення ради: 975 осіб (станом на 2001 рік)

## Населені пункти
Сільській раді були підпорядковані населені пункти:
- с. Доброводи

## Склад ради
Рада складалася з 12 депутатів та голови.
- Голова ради: Горбань Юрій Михайлович
- Секретар ради: Білик Ірина Василівна

### Керівний склад попередніх скликань
| Прізвище, ім'я, по батькові | Основні відомості                                                                       | Дата обрання | Дата звільнення |
| --------------------------- | --------------------------------------------------------------------------------------- | ------------ | --------------- |
| Зозуля Микола Олексійович   | Сільський голова, 1950 року народження, безпартійний                                    | 26.03.2006   | 01.02.2008      |
| Горбань Юрій Михайлович     | Сільський голова, 1964 року народження, освіта середня спеціальна                       | 30.11.2008   | 31.10.2010      |
| Горбань Юрій Михайлович     | Сільський голова, 1964 року народження, освіта середня спеціальна, член Партії регіонів | 31.10.2010   |                 |

Примітка: таблиця складена за даними сайту Верховної Ради України

### Депутати
За результатами місцевих виборів 2010 року депутатами ради стали:

#### За суб'єктами висування
| Суб'єкт висування           | Кількість обраних депутатів | %    |
| --------------------------- | --------------------------- | ---- |
| Самовисування               | 7                           | 58,3 |
| Партія регіонів             | 4                           | 33,3 |
| Комуністична партія України | 1                           | 8,3  |

#### За округами
| № округу                    | Прізвище, ім'я, по батькові | Дата визнання обраним | Освіта             | Партійна приналежність            | Відомості про обраного депутата                  |
| --------------------------- | --------------------------- | --------------------- | ------------------ | --------------------------------- | ------------------------------------------------ |
| Комуністична партія України |                             |                       |                    |                                   |                                                  |
| 2                           | Горбань Василь Феоктистович | 02.11.2010            | середня спеціальна | член Комуністичної партії України | пенсіонер                                        |
| Партія регіонів             |                             |                       |                    |                                   |                                                  |
| 6                           | Шнир Лідія Георгіївна       | 02.11.2010            | середня            | член Партії регіонів              | с. Доброводи, соцпрацівник                       |
| 8                           | Приходько Леся Василівна    | 02.11.2010            | середня спеціальна | член Партії регіонів              | с. Доброводи, секретар с/р                       |
| 10                          | Карабан Ольга Пимонівна     | 02.11.2010            | середня спеціальна | член Партії регіонів              | Доброводівська загальноосвітня школа, вихователь |
| 11                          | Завадська Лариса Іванівна   | 02.11.2010            | середня спеціальна | член Партії регіонів              | с. Доброводи, соцпрацівник                       |
| Самовисування               |                             |                       |                    |                                   |                                                  |
| 1                           | Білик Ірина Василівна       | 02.11.2010            | вища               | позапартійна                      | тимчасово не працює                              |
| 3                           | Музика Олена Анатоліївна    | 02.11.2010            | вища               | позапартійна                      | готель «Умань», адміністратор                    |
| 4                           | Семчук Анатолій Миколайович | 02.11.2010            | середня            | позапартійний                     | тимчасово не працює                              |
| 5                           | Бондарчук Віра Дмитрівна    | 02.11.2010            | середня            | позапартійна                      | АФ «Добро», інспект. по кадрах                   |
| 7                           | Гончар Іван Гнатович        | 02.11.2010            | середня            | позапартійний                     | АФ «Добро», завфермою                            |
| 9                           | Пустовіт Пилип Олексійович  | 02.11.2010            | середня спеціальна | позапартійний                     | Доброводівська загальноосвітня школа, вчитель    |
| 12                          | Завадська Тетяна Яківна     | 02.11.2010            | середня спеціальна | позапартійна                      | АФ «Добро», бухгалтер                            |